# 尤哈斯·羅蘭
尤哈斯·羅蘭（匈牙利語：Juhász Roland；1983年7月1日—），匈牙利足球運動員。在場上的位置是後衛。他現在效力於匈牙利足球甲級聯賽球隊維迪奧頓足球俱樂部。他也代表匈牙利國家足球隊參賽。